# Hopfen aus der Hallertau

Logo.

Hopfen aus der Hallertau (Houblon du Hallertau) est une indication géographique protégée (IGP) qui s'applique à une production de houblon cultivé en Bavière (Allemagne) dans la région houblonnière du Hallertau.
L'appellation Hopfen aus der Hallertau a été inscrite dans la liste des indications géographiques de l'Union européenne en vertu du règlement (UE) n° 503/2007 de la Commission du 6 mai 2010. La protection induite par cette appellation porte exclusivement sur les cônes de houblon séchés  (Lupuli  strobulus) et sur les  produits issus de leur transformation, c'est-à-dire granulés (pellets en anglais) et extraits de houblon obtenus à l'aide de CO2 et d'éthanol.
L'organisme chargé de la gestion de cette appellation est le Hopfenpflanzerverbandes Hallertau e.V. (Association des producteurs de houblon du Hallertau)